# Inverell
Inverell est une ville australienne située dans la zone d'administration locale d'Inverell, dont elle est le siège administratif, en Nouvelle-Galles du Sud.

## Géographie
Inverell est établie dans la région de Nouvelle-Angleterre au nord de la Nouvelle-Galles du Sud, sur le versant occidental du plateau du Nord, à environ 60 km au sud de la frontière avec le Queensland et à 620 km au nord de Sydney. Arrosée par la Macintyre, la ville est traversée par la Gwydir Highway.

## Démographie
En 2016, la population s'élevait à 11 660 habitants.

## Personnalités
- Douglas Dundas (1900-1981), peintre, y est né.